# Кизильське
Кизильське (рос. Кизильское) — село, адміністративний центр Кизильського району Челябінської області  Росії. Розташоване на півдні області, за 328 км на північний захід від Челябінська (по автодорозі — 348 км), при впадінні річки Великий Кизил в річку Урал, за 18 км від залізничної станції Сібай.

## Історія
Засноване у червні 1743 році губернатором Оренбурзької губернії  І. І. Неплюєвим як військове поселення-фортеця на сторожовій лінії Троїцьк — Орськ. Назва походить від річки Великий Кизил (від тюркського — червоний, по червонуватому кольором скельних виходів на її берегах).
Кизильська фортеця була місцем заслання польських полонених солдат-конфедератів (після придушення повстання 1794 р), декабристів та інших. З середини XIX століття фортеця втратила військове значення і стала козацькою станицею.

## Населення
| 1959 | 1970  | 1979  | 1989  | 2002  | 2010  |
| ---- | ----- | ----- | ----- | ----- | ----- |
| 3371 | ↗4333 | ↗5393 | ↗6700 | ↘6496 | ↗6651 |

## Економіка
У Кизильську — асфальтовий завод, ремонтно-технічні підприємства, маслоробний завод, центральна садиба акціонерного підприємства «Південний Урал» та інші підприємства.

## Пам'ятки
- Обеліск на братській могилі партизанів, які загинули в 1921 р при обороні станиці від білогвардійців.
- Геологічна пам'ятка природи Синій Шихан.
- Парк Перемоги.